# Мырзашокы
Мырзашокы (каз. Мырзашоқы, до 2000 г. — Путь Ильича) — село в Жетысайском районе Туркестанской области Казахстана. Входит в состав Жылысуского сельского округа. Код КАТО — 514457500.

## Население
В 1999 году население села составляло 1593 человека (832 мужчины и 761 женщина). По данным переписи 2009 года, в селе проживало 2255 человек (1157 мужчин и 1098 женщин).